# Hassan Akesbi
Hassan Akesbi (Tanger, 1934. december 5. – 2024. november 9.) válogatott marokkói labdarúgó, csatár, edző.

## Pályafutása

### Klubcsapatban
1952 és 1955 között a FUS de Rabat labdarúgója volt. 1955 és 1965 között Franciaországban játszott. 1955 és 1961 között a Nîmes, 1961 és 1963 között a Stade de Reims, 1964-ben az AS Monaco, 1964–65-ben ismét a Stade de Reims játékosa volt. 1965 és 1970 között a FUS de Rabat csapatában fejezte be az aktív játékot. A Stade de Reims együttesével egy francia bajnoki címet, a FUS de Rabattal egy marokkói kupagyőzelmet ért el.

### A válogatottban
1960 és 1970 között négy alkalommal szerepelt a marokkói válogatottban és három gólt szerzett.

## Sikerei, díjai
Stade de Reims
- Francia bajnokság (Ligue 1)
  - bajnok: 1961–62

 FUS de Rabat
- Marokkói kupa
  - győztes: 1967